# STS-51-A
STS-51-A byla mise raketoplánu Discovery. Celkem se jednalo o 14. misi raketoplánu do vesmíru a 2. pro Discovery. Cílem letu mise bylo vypuštění dvou satelitů, Telesat Anik a Syncom IV-1, a záchrana dvou komunikačních satelitů Palapa B-2 a Westar 6 na oběžné dráze (ty byly vyneseny na orbitu během mise STS-41-B). Během mise STS-51-A uskutečnili astronauti dva výstupy do otevřeného prostoru (EVA).

## Posádka
- Frederick Hauck (2) velitel
- David M. Walker (1) pilot
- Anna Fisherová (1) letový specialista
- Dale Gardner (2) letový specialista
- Joseph P. Allen (2) letový specialista

V závorkách je uvedený dosavadní počet letů do vesmíru včetně této mise.

## Výstupy do vesmíru (EVA)
- EVA 1: 12. listopadu – 6 hodin, 00 minut (Allen a Gardner)
- EVA 2: 14. listopadu – 5 hodin, 42 minut (Allen a Gardner)